# Signabøur
Signabøur (dansk: Signebø) er en bygd på Streymoy, Færøerne. Når man kommer kørende fra Tórshavn igennem tunnelen fra Kalbaksbotnur ligger Signabøur på højre hånd for enden af fjorden Kollafjørður på Streymoy, og er en del af Tórshavn Kommune. Bygden havde den 1. januar 2025 148 indbyggere. Vest for bygden ligger der et nyt industriområde. Bygden er næsten sammenbygget med Oyrareingir.

## Historie
Signabøur er første gang nævnt i 1584. Fra 1903 til 1920 var der en hvalfangststation på stedet. 